# Nutbush City Limits
Nutbush City Limits è una canzone semiautobiografica scritta e interpretata da Tina Turner, nel quale viene descritta la città di Nutbush, Tennessee, dove la Turner è cresciuta ed ha vissuto fino all'età di 16 anni.

## Descrizione
La registrazione originaria del brano fu prodotta da Ike Turner nel 1973, e pubblicata dalla coppia sotto il nome d'arte di Ike & Tina Turner. La canzone fu estratta dall'album dallo stesso titolo, e risultò essere l'ultimo successo del duo, prima del loro scioglimento. La canzone raggiunse la ventiduesima posizione della Billboard Hot 100, e la quarta della Official Singles Chart. In seguito entrerà a far parte del repertorio di Tina Turner nella sua carriera da solista.
Una versione live del brano fu inclusa nell'album Break Every Rule Tour e pubblicata come singolo principale dell'album. Tina Turner registrò nuovamente il brano nel 1991, in chiave moderna, con un nuovo arrangiamento dance e con il sottotitolo  The 90s Version, per il greatest hits del 1991 Simply the Best. Il singolo di Nutbush City Limits - The 90s Version riuscì ad entrare nella top 20 di diversi paesi europei. Nuovamente, il brano fu registrato nel 1993 per la colonna sonora del film Tina - What's Love Got to Do with It

## Classifiche
| Classifica (1973) | Posizione |
| ----------------- | --------- |
| Billboard Hot 100 | 22        |
| Regno Unito       | 4         |
| Germania          | 4         |
| Sudafrica         | 9         |
| Austria           | 1         |
| Svizzera          | 2         |
| Irlanda           | 18        |
| Italia            | 5         |

| Classifica (1991) | Posizione |
| ----------------- | --------- |
| Regno Unito       | 23        |
| Germania          | 25        |
| Australia         | 16        |
| Svizzera          | 12        |
| Austria           | 25        |
| Paesi Bassi       | 11        |
| Irlanda           | 12        |
| Italia            | 11        |
| Regno Unito       | 23        |

## Cover
La prima cover del brano risale al 1975, e fu registrata da Bob Seger. In seguito la canzone è stata registrata anche da Melinda Doolittle, Nashville Pussy, Pearl Aday e nel 2008 dai Black Diamond Heavies.
Nel 2013, Naya Rivera, alias Santana Lopez, ha eseguito la canzone nella puntata di Glee 4x13.Diva.

## L'autostrada di Tina Turner

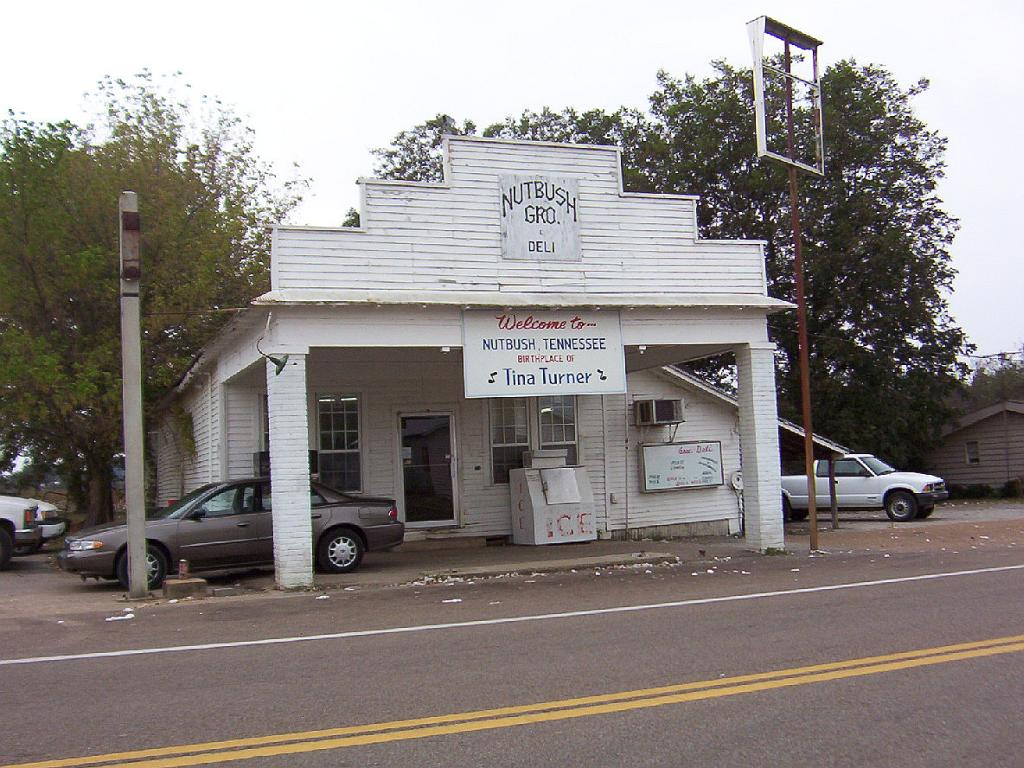
Nutbush (Tennessee), la casa dove è cresciuta Tina Turner.

Nutbush, nel Tennessee è il posto dove Tina Turner è cresciuta ed ha vissuto fino all'età di sedici anni. Nutbush è posizionata lungo l'autostrada Tennessee State Route 19, che nella canzone viene chiamata Highway number nineteen (erroneamente citata come US-19 nella versione di Seger).
Nel 2001, un segmento della Route 19 fra Brownsville e Nutbush è stata intitolata alla cantante, diventando la "Tina Turner Highway".
Ironicamente, la città di Nutbush non ha una municipalità, per cui non ha dei "limiti".